# دابسون
دابسون هو مضاد حيوي ينتمي إلى عائلة السولفوناميدات، مثبط تنافسي لحمض بارا أمينو بينزويك، يعمل هذا الدواء على تقليص إنتاج حمض الفوليك الضروري لنمو الجرثومة، وبالتالي خفض إنتاج حمض الفوليك مما يؤدي إلى موت الجرثومة.

## الاستخدام
- تم تطوير هذا الدواء سنة 1941 لعلاج الجذام وهو يستعمل، أيضا، لعلاج مرض الجلد المزمن المسمى بالتهاب الجلد الحلئي الشكل الذي يتميز بظهور طفح جلدي مثير للحك والذي يظهر احيانا لدى مرضى الزلاقي (Celiac).
- يتم تناول الدابسون مع دواء آخر مضاد للجذام، ريفاميسين (ريفاميسن)، وذلك لتجنب تطور مقاومة للدواء من قبل الجراثيم.
- يعد الدابسون ناجعا، أيضا، لمنع التهاب الرئة الناتج عن المتكيسة الرئوية (Pneumocystis) الشائعة لدى الاشخاص الذين يعانون من كبت المناعة، وخاصة لدى مرضى الإيدز ولتجنب الإصابة بالطفيلي المسبب لداء المقوسات (Toxoplasmosis) لدى مرضى الإيدز. يعتقد قسم من الباحثين ان الدواء ناجع، أيضا، لمنع الملاريا المقاومة للعلاج بادوية أخرى.

## الآثار الجانبية
- الاثر الجانبي الأكثر شيوعا للدواء هو الإصابة بفقر الدم كنتيجة لانحلال الدم (Hemolysis). يظهر هذا الاثر بشكل واضح خاصة لدى الاشخاص الذي يعانون من نقص في الانزيم G6PD، ولكنه يمكن أن يحدث، أيضا، لدى الاشخاص الذين لا يعانون من نقص في الانزيم.
- تحمل دابسون بصورة عامة جيد بالجرعات الموصى بها إلا أنه قد يحصل أحياناً تخريش جهاز الهضم، التفاعلات الأخرى الأقل شيوعاً تتضمن الصداع، العصبية (نزق) والأرق وتغيم الرؤيا وتنمل واعتلال عصبي محيطي عكوس، حمى دوائية، طفح جلدي ونفاس حسبما ورد في التقارير. التهاب الكبد، تفاعلات

وندرة المحببات قد تحصل بصورة نادرة.
بشكل عام لا يتحمل الكثير من المرضى هذا الدواء، جيدا، ويتوقفون عن تناوله قبل انتهاء الموعد.

## الشكل الصيدلاني
اقراص 25مغ، 100 مغ.

## الجرعة
- مرة واحدة يوميا.
- البالغون: 50-100 ملغم يوميا; الاولاد: 1- 1.5 ملغم لكل كغم يوميا.
- علاج الجذام الخفيف (Paucibacillary): يتم تناول الدواء مع الريفاميسين بجرعة 600 ملغم مرة واحدة شهريا ولمدة نصف سنة.

علاج الجذام الشديد (Multibacillary): يتم تناول الدواء مع الريفاميسين بجرعة 600 ملغم مرة واحدة شهريا و 300 ملغم كلوفازيمين (Clofazimine) مرة واحدة شهريا و 50 ملغم مرة واحدة يوميا، وذلك لمدة سنة واحدة.
- لمنع المتكيسة الرئوية: يتم تناول 100 ملغم دابسون كل يوم.
- لمنع داء المقوسات: يتم تناول 50 ملغم دابسون مرة واحدة يوميا مع 50 ملغم من الفيريميتمين مرة واحدة اسبوعيا، بالإضافة إلى 25 ملغم من الليوكوفورين مرة واحدة اسبوعيا أو 200 ملغم من الدابسون، مرة واحدة اسبوعيا، مع 75 ملغم من الفيريميتمين مرة واحدة اسبوعيا، بالإضافة إلى 25 ملغم من الليوكوفورين مرة واحدة اسبوعيا.
- لعلاج التهاب الجلد الحلئي الشكل: يمكن تناول 300 ملغم من الدابسون كل يوم.

## بداية الفعالية
خلال 4 - 8 ساعات. يمكن أن تمر عدة اسابيع وحتى أشهر حتى يتم الشعور بالتاثير الكامل للدواء.

## مدة الفعالية
12 ساعة.

## التغذية
لا توجد تقييدات.

## نسيان الجرعة
في حال نسيان تناول الوجبة يجب تناولها فور التذكر، الا إذا حان وقت تناول الوجبة المقبلة، عندئذ يجب التجاوز عن الوجبة المنسية وإكمال العلاج كالمعتاد.

## وقف الدواء
يمنع التوقف عن تناول الدواء دون استشارة الطبيب، حيث يمكن للاعراض ان تعود من جديد.

## جرعة زائدة
يمكن لتناول وجبة زائدة ان يؤدي إلى التسمم الذي يتميز بظهور غثيان، تقيؤ، عصبية وميتهيموغلوبين (Methemoglobin)، ظاهرة الميتهيموغلوبين تحدث نتيجة لتغييرات في الهيموغلوبين على يد الدواء وظهور خلل في حمل الاوكسجين في الدم ما قد يؤدي إلى ظهور تشنجات، ازرقاق واختناق.
(تزداد مخاطر حدوث هذا التعقيد، بشكل خاص، لدى المرضى الذين يعانون من نقص الانزيم G6PD)

## تحذيرات
- أثناء الحمل:

ظهرت اعراض غير مرغوبة للدواء عند استعمالها على الحيوانات ولكنه لم يتم فحص تاثيرها على النساء الحوامل، لذلك يوصى بعدم استعمالها. يجب موازنة فائدة الدواء مقابل الضرر الناتج عن استعماله. (C)
- الرضاعة:

هذا الدواء يعطى للنساء اللواتي تحملن فيروس HIV وبهذه الحالة لا ينصح بالإرضاع.
- الأطفال والرضع

يجب تقليل وملائمة الجرعة حسب الجيل والوزن.
- كبار السن:

احتمال كبير لظهور اثار جانبيه. من المحتمل ان تكون هنالك حاجه لتقليل الجرعة المعطاة.
- السياقة:

يجب الامتناع عن السياقة حتى تتضح ماهية تاثير الدواء، حيث من الممكن ان يسبب ضبابية (طمس).
- العملية الجراحية والتخدير:

يجب ابلاغ الطبيب الجراح أو الطبيب المخدر عن استعمال هذا الدواء.

## التخزين
يجب حفظ الأقراص بعبوات مغلقة جيداً ومحمية من الضوء.

## روابط خارجية
- http://www.webteb.com/
- http://www.altibbi.com/